# Gare de Nishi-Tokorozawa
La gare de Nishi-Tokorozawa (西所沢駅, Nishi-Tokorozawa-eki) est une gare ferroviaire située à Tokorozawa, dans la préfecture de Saitama au Japon. La gare est exploitée par la compagnie Seibu.

## Situation ferroviaire
La gare est située au point kilométrique (PK) 27,2 de la ligne Seibu Ikebukuro. Elle marque le début de la ligne Seibu Sayama.

## Historique
La gare est inaugurée le 15 avril 1915.

## Service des voyageurs

### Accueil
La gare dispose d'un bâtiment voyageurs, avec guichets, ouvert tous les jours.

### Desserte
- Ligne Seibu Sayama :

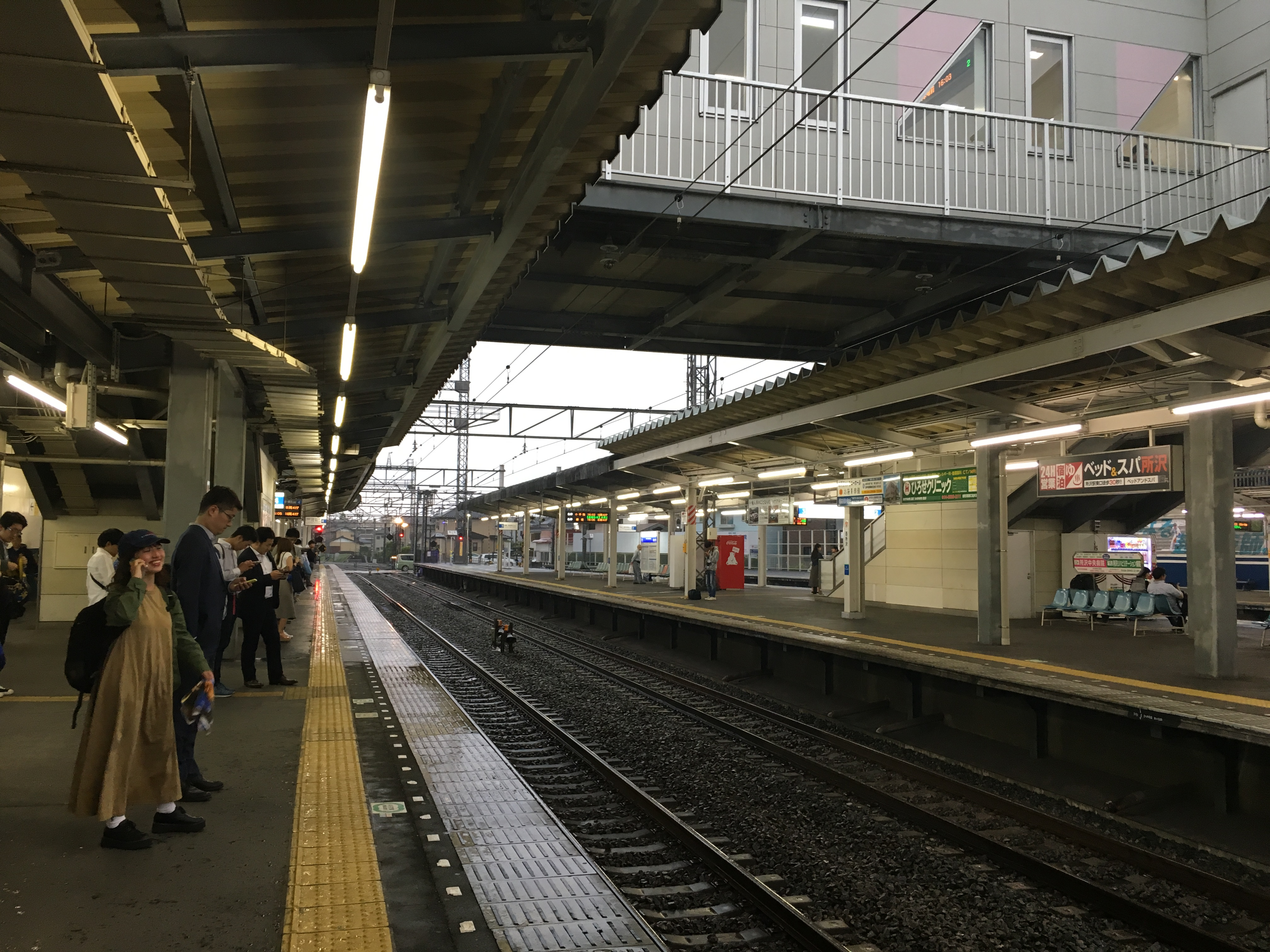
Vue des quais.

  - voies 1 et 2 : direction Seibu-Kyūjō-mae
- Ligne Seibu Ikebukuro :
  - voies 1, 2 et 4 : direction Tokorozawa, Nerima (interconnexion avec la ligne Seibu Yūrakuchō pour Kotake-Mukaihara, Shibuya ou Shin-Kiba) et Ikebukuro
  - voie 3 : direction Hannō et Hachiōji